# 회산군
회산군 이염(檜山君 李恬, 1482년 1월 2일(음력 1481년 12월 13일) ~ 1512년)는 조선의 왕족으로 성종의 5남이자 서4남이다. 어머니는 숙의 홍씨이다.

## 생애
숙의 홍씨(淑儀 洪氏)의 소생으로, 봉사(奉事) 안방언(安邦彦)의 딸과 혼례를 치렀으나 슬하에 자식이 없었다. 중종 재위 시절, 대신 김안로가 간교한 말로 임금에게 간언을 하자 이를 면전에서 크게 꾸짖어 물리쳤다. 1512년(중종 7) 병이 들어 중종이 어의를 보내 살폈다. 회산군에게는 후사가 없어 중종이 견성군(甄城君)의 둘째 아들 계산군(桂山君) 이수계(李壽誡)로 하여금 대를 잇게 하였다. 시호는 정간(貞簡)이다.

## 가족관계
- 아버지 : 성종(成宗, 1457 ~ 1494)
- 어머니 : 숙의 홍씨(淑儀 洪氏, 1457 ~ 1510)
  - 누나 : 혜숙옹주 수란(惠淑翁主 秀蘭)
  - 형 : 완원군 수(完原君 𢢝)
  - 동생 : 견성군 돈(甄城君 惇)
  - 동생 : 정순옹주(靜順翁主)
  - 동생 : 익양군 회(益陽君 懷)
  - 동생 : 경명군 침(景明君 忱)
  - 동생 : 운천군 인(雲川君 𪬦)
  - 동생 : 양원군 희(楊原君 憘)
  - 동생 : 정숙옹주 여란(靜淑翁主 如蘭)
- 부인 : 영원군부인 죽산 안씨(寧原郡夫人 竹山安氏) - 찬의(贊儀) 증찬성(贈贊成) 안방언(安邦彦), 정의공주의 부마 안맹담(安邦彦)의 증손녀
  - 장녀 : 동래 정씨(東萊 鄭氏) 참수(參軍) 정수후(鄭壽垕)에게 출가(出嫁)
  - 장남(양자) : 계산군 수계(桂山君 壽誡, 1501 ~ ?) - 성종의 서6남 견성군(甄城君)의 차남
  - 자부 : 대사헌(大司憲) 이백(李陌)의 딸 고성 이씨
    - 손자 : 풍성군 전(豊城君 銓, 1525 ~ ?)
    - 손자 : 의성부정 강(義城副正 鋼, 1535 ~ ?)
    - 손녀 : 이옥영(李玉英) - 순흥 안씨 안관(安寬)에게 출가(出嫁)
    - 손녀 : 이옥경(李玉鏡, 1553 ~ ?) - 이경상(李慶祥)에게 출가(出嫁)
    - 손자 : 단성군 진(丹城君 鎭, 1549 ~ ?)
    - 손자 : 창성부수 명(昌城副守 銘, 1555 ~ ?)